# Bill sei grande!
Bill sei grande! (When Willie Comes Marching Home) è un film del 1950 diretto da John Ford e premiato con il Pardo d'oro (allora denominato Premio della Giuria internazionale dei giornalisti) al Festival di Locarno 1950.

## Trama
William "Bill" Kluggs, dopo l'attacco di Pearl Harbor, si arruola immediatamente nell'aeronautica americana suscitando l'orgoglio non solo della famiglia ma di tutta Punxatawney (Virginia Occidentale), la sua città natale, che lo considera già un eroe. Nonostante i tentativi di diventare pilota e le richieste di essere inviato al fronte, la sua abilità e competenza nell'artiglieria aerea spingono i suoi superiori ad assegnargli l'incarico di istruttore in una base poco distante da Punxatawney e, dopo due anni di guerra trascorsi là, Bill è ormai ritenuto un codardo da tutti i suoi concittadini.
Finalmente per Bill giunge il momento del riscatto e in quattro giorni gli succede di tutto: prima sostituisce un mitragliere ammalato, poi il volo nella nebbia e l'ordine di paracadutarsi che esegue in ritardo finendo in territorio francese dove viene recuperato dalla Resistenza francese, quindi assiste al lancio di un razzo segreto tedesco e ne trasporta il filmato in Inghilterra dopo essere stato raccolto da una torpediniera. Seguono le sue deposizioni come testimone oculare prima a Londra e poi a Washington ma, dal momento in cui si è paracadutato, Bill non è più riuscito a dormire neppure un momento e ora crolla esausto.
Ricoverato in ospedale per recuperare le forze ma con l'ordine di non rivelare nulla di quanto ha fatto, la sua prostrazione viene confusa con un disturbo mentale. Fortunatamente, prima che gli infermieri possano mettergli la camicia di forza, Bill riesce a fuggire su un treno merci e a raggiungere Punxatawney. Qui però nessuno crede a una sola parola del suo racconto, finché non arrivano gli ufficiali del Pentagono per riportarlo a Washington dove sarà decorato dal presidente Roosevelt in persona.

## Produzione
Nel marzo 1945, la Twentieth Century Fox Film Corporation aveva comperato per diecimila dollari i diritti di un racconto di Sy Gomberg che venne adattato per il film di John Ford. Nel marzo 1949, il titolo della sceneggiatura era Rise and Shine, ma poi, durante la lavorazione del film - le cui riprese durarono dal 20 giugno all'11 agosto 1949 - si scelse di chiamarlo Front and Center. Alcune scene in esterni vennero girate all'isola di Santa Catalina e al Conejo Valley Airport di Thousand Oaks.

## Distribuzione
Il copyright del film, richiesto dalla Twentieth Century-Fox Film Corp., fu registrato il 27 gennaio 1950 con il numero LP2921.
Distribuito dalla Twentieth Century Fox Film Corporation con il titolo When Willie Comes Marching Home, il film venne presentato a New York il 17 febbraio 1950. Nello stesso anno, uscì anche in Svezia (6 maggio, come Hjälte på villovägar), Svizzera (in luglio), in Finlandia (14 luglio, come Sankari harhateillä), in Francia (14 luglio, come Planqué malgré lui), in Australia (27 ottobre). L'anno seguente, fu distribuito in Danimarca (10 maggio, come Dengang vi drog afsted), Portogallo (4 settembre, come O Azar de Um Valente), Argentina (31 ottobre, come El imposible superhéroe) e Austria (come So ein Pechvogel). Nel 1952, uscì anche in Germania Ovest (come So ein Pechvogel) e in Spagna (come Bill, qué grande eres).

## Riconoscimenti
- Premio della Giuria internazionale dei giornalisti 1950 al Festival di Locarno[1]

## Galleria d'immagini

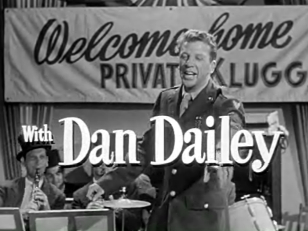
William 'Bill' Kluggs
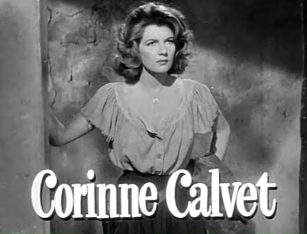
Yvonne Le Tete
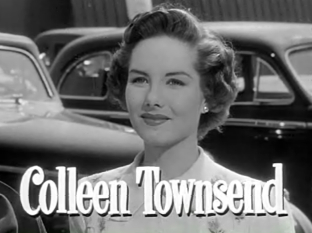
Marjorie 'Marge' Fettles
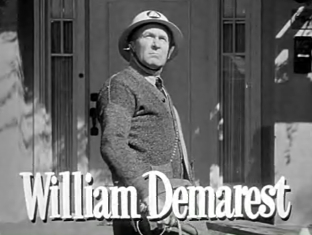
Herman Kluggs